# Guzmán de Alfarache
Guzmán de Alfarache (AFI: [ɡuðˈman de alfaˈɾatʃe]) è un romanzo picaresco dello scrittore spagnolo Mateo Alemán. La prima parte del Guzmán fu pubblicata a Madrid nel 1599; e così grande ne fu il successo, che si moltiplicarono, quasi sempre all'insaputa dell'autore, in Spagna, in Francia, in Belgio, in Portogallo, le edizioni del libro. Della sua gran popolarità, tanto grande che l'opera era comunemente indicata col semplice titolo di Pícaro e dell'esser venuto a conoscenza di una prima stesura della seconda parte già scritta dall'Alemán e fatta conoscere ad amici, approfittò l'avvocato valenzano Juan Martí, il quale, sotto il nome di Mateo Luján de Sayavedra, pubblicò una sua apocrifa seconda parte nel 1602 a Barcellona presso Joan Amello: furto e inganno di cui si duole nel prologo al lettore l'Alemán (por haber sido pródigo, comunicando mis papeles y pensamientos, me los cogieron al vuelo), il quale dovette rimaneggiare e rifare la primitiva seconda parte, a noi nota quindi soltanto attraverso il plagio del Sayavedra, per non trovarsi a parere imitatore, lui derubato; e la pubblicò quindi a Lisbona presso l'editore Pietro Brasbeech, nel 1604, col titolo: Segunda parte de la vida de Guzmán de Alfarache, Atalaya de la vida humana por Mateo Alemán su verdadero autor. Aveva in mente di scriverne una terza, tanto da prometterla alla fine del libro, come fa anche il suo plagiatore, e fors'anche la scrisse, ma non venne mai in luce, per quanto un libraio di Brighton, nel Bulletin du bibliophile, 1853, p. 544, affermasse di possederla insieme con le altre due, confondendola, come ha ragione di pensare il Salvà, con la falsa del Luján de Sayavedra.
In ambedue le parti del Guzmán de Alfarache si narrano, nella solita forma autobiografica del romanzo picaresco, le avventure di un briccone sivigliano, che, dopo tanto vagabondare per la Spagna e l'Italia e dopo averne fatte di tutti i colori, va a finire condannato a sei anni sopra una galera; poi, per aver tentato la fuga, è condannato a vita, finché non viene liberato per aver denunciato una congiura. Era passato per le più disparate condizioni sociali: da garzone d'osteria di campagna a sguattero a Madrid, a nobiluomo vagheggino a Toledo, a soldato in Italia, a mendicante in Roma, a paggio di un cardinale, a domestico e mezzano dell'ambasciatore di Francia (1ª parte), elegante rimpannucciato a Firenze, a Siena, a Bologna, dove è condannato lui, invece che il ladro di un suo baule; baro e truffatore a Milano e a Genova, dove ostenta vita da gran signore, finché, abbandonata la fidanzata, torna in Spagna; girovago a Barcellona, a Saragozza, commerciante imbroglione a Madrid, dove si ammoglia una prima volta. Rimasto vedovo presto, pensa di farsi prete; ed eccolo studente ad Alcalá, ma torna invece a prendere moglie, e a Madrid e a Siviglia, dove gli fugge la moglie, seguita nelle sue mariolerie, sì da essere messo in prigione, processato e condannato al remo. Come il Cervantes nel Don Quijote, anche l'Alemán intercala novelle nel romanzo: la moresca di Guzmán e Daraja (I, 1, 8), la napoletana di Dorido e Clorinia (I, 3, 10), la novella di messer Iacopo e dei suoi figli (II, 2, 9). Contrastano nel romanzo alla narrazione di bricconate le considerazioni morali sugli argomenti più varî; considerazioni del resto sempre interessanti. E ciò volutamente, come per offrire un antidoto al male e al peccato. Senza che il romanzo sia, come qualcuno inclinò a credere, la voluta autobiografia dello scrittore, vi è tuttavia riflessa per non poca parte la vita sua avventurosa, nonché l'amarezza profonda di cui le tante avversità imbevvero l'animo suo. Letto subito in tutta Europa nelle venti e più edizioni che si contarono prima del 1604, il Guzmán fu presto tradotto nelle principali lingue. In italiano si ebbe la versione del Barezzi, col titolo: Vita del Picaro Gusmano d'Alfarace. Descritto da Matteo Alemanno di Siviglia, e tradotto dalla lingua spagnuola nell'italiana da Barezzo Barezzi cremonese.... In Venetia, presso Barezzo Barezzi M. DC.VI. Fu ristampata, con la seconda parte, in due volumi, in Venezia nel 1615.

## Adattamenti
Nel 1987, il regista italiano Mario Monicelli ne trarrà, assieme ad altre opere della narrativa picaresca spagnola del XVI e XVII secolo, il film I picari, con Enrico Montesano e Giancarlo Giannini.